# Sex & Cigarettes
Sex & Cigarettes é o oitavo álbum de estúdio da cantora norte-americana Toni Braxton, lançado em 23 de março de 2018 pela Def Jam Recordings.  Este é seu primeiro álbum solo em oito anos e serve como sua estréia pela gravadora Def Jam, depois de assinar um novo contrato. Sex & Cigarettes é o primeiro álbum de Braxton a ser lançado com um aviso Parental Advisory, e uma versão editada também foi disponibilizada.
O álbum foi precedido pelo lançamento de dois singles, "Deadwood" e "Long as I Live"

## Antecedentes
Em 28 de agosto de 2017, Braxton revelou através de sua mídia social que havia filmado o primeiro vídeo musical "Deadwood" para seu próximo álbum, afirmando: "Eu me divertir muito com @thunderstudios com meu BFF @billewoodruff".  O videoclipe foi dirigido por Bille Woodruff, que já filmou vários videoclipes de Braxton.  Em 5 de setembro de 2017, em entrevista ao The Insider , Braxton confirmou o título, Sex & Cigarettes, afirmando: "Eu sinto que estou mais velha, quero dizer o que sinto. Eu não quero ser censurada".

## Divulgação
Para promover o álbum, Braxton realizou uma sessão de audição de álbum privado em Londres  e também apareceu no programa diurno Loose Women para promover o álbum e o single "Long as I Live".   Em 9 de março de 2018, Braxton anunciou que o álbum estava disponível para pré-venda, revelando sua capa e faixa de oito músicas.

## Singles
"Deadwood" foi lançado como o single principal em 15 de setembro de 2017.  O vídeo foi lançado para a conta Vevo de Braxton em 13 de setembro de 2017.  O videoclipe foi lançado na conta Vevo da Braxton em 6 de outubro de 2017.  Em 2 de dezembro de 2017, a música chegou ao número trinta e quatro na parada da Billboard R&B/Hip-Hop Airplay e passou um total de dezessete semanas no gráfico.  Em 9 de dezembro de 2017, a música chegou ao número sete na parada da Billboard Adult R&B Songs e passou um total de vinte e uma semanas no gráfico.
"Long as I Live" foi lançado como o segundo single em 9 de fevereiro de 2018.  O vídeo foi lançado no Vevo em 8 de fevereiro de 2018.

### Singles promocionais
Um remix EP de "Coping" apresentando cinco remixes da música foi lançado em 10 de novembro de 2017.  Vídeos de áudio para cada uma das cinco músicas remixadas foram lançados na conta Vevo de Braxton no mesmo dia do lançamento do EP.  Em 10 de fevereiro de 2018, a música alcançou o 1º lugar na parada de músicas do Billboard Dance Club e passou um total de dezesseis semanas no chart.

## Recepção crítica
Após seu lançamento, o álbum recebeu críticas positivas da maioria dos críticos de música, com base em uma pontuação agregada de 74/100 do Metacritic.  O escritor de AllMusic Andy Kellman deu-lhe 3,5 de 5 estrelas.  Mikael Wood, do Los Angeles Times , deu uma resenha positiva ao álbum, afirmando: "Mesmo com a sua excitação, a voz de Braxton - baixa e esfumaçada, com a crueza certa nas bordas - sugere que ela pode sentir problemas no álbum. horizonte."
Ben Beaumont-Thomas do The Guardian deu ao álbum 4 de 5 estrelas, afirmando que "Um trio muito forte de músicas abre este álbum, começando com Deadwood, que tem um fantástico refrão ao lado de cordas acústicas e chardonnay-doused. Talvez poderia ter se beneficiado de um arranjo de baladas de poder mais tradicional, mas é muito bom, no entanto ".
Matt Bauer do Exclaim! Deu ao álbum uma nota 7 em 10, escrevendo que "embora não seja um clássico, 'Sex & Cigarettes' é um esforço sólido da verdadeira rainha do R&B do heartbreak".

## Desempenho comercial
O álbum estreou no número 22 na Billboard 200 dos Estados Unidos e no número 14 no Top R&B/Hip-Hop Albums.  O álbum estreou no número 33 na UK Albums Chart e número 1 no UK R&B Albums Chart.

## Faixas
| N.º            | Título                                | Compositor(es)                                                                            | Produtor                           | Duração |  |
| 1.             | "Deadwood"                            | Toni Braxton, Kwame Ogoo, Royce Doherty, Frederik Ball                                    | Braxton Paul Boutin Ball           | 3:59    |  |
| 2.             | "Sex & Cigarettes"                    | Antonio Dixon, Braxton, Patrick "J., Que" Smith, Khristopher Riddick-Tynes, Kevin E. Ross | Dixon, Braxton, Boutin             | 3:46    |  |
| 3.             | "Long as I Live"                      | Braxton, Dixon, Boutin                                                                    | Dixon, Braxton, Boutin             | 4:50    |  |
| 4.             | "FOH"                                 | Braxton, Daryl Simmons, Dapo Torimiro, Kenny "Babyface" Edmonds, Kameron Glasper          | Torimiro, Edmonds, Braxton, Boutin | 2:47    |  |
| 5.             | "Sorry"                               | Braxton, Ogoo, Doherty, Ball                                                              | Ball, Braxton, Boutin              | 3:56    |  |
| 6.             | "My Heart (featuring Colbie Caillat)" | Braxton, Torimiro, Colbie Caillat, Edmonds Glasper                                        | Torimiro, Edmonds, Braxton, Boutin | 4:08    |  |
| 7.             | "Coping"                              | Braxton, Dave Gibson, Stuart Crichton, James Newman                                       | Crichton, Braxton, Boutin          | 3:54    |  |
| 8.             | "Missin'"                             | Christopher "Tricky" Stewart, Jeremiah Bethea, Pierre Medor                               | Medor, C. "Tricky" Stewart         | 3:30    |  |
| Duração total: | Duração total:                        | Duração total:                                                                            | Duração total:                     | 42:18   |  |

| Bônus da Loja Target |                                    |                 |         |  |
| N.º                  | Título                             | Produtor        | Duração |  |
| 9.                   | "Forgiven (do filme The Forgiven)" | Braxton, Boutin | 4:01    |  |
| 10.                  | "Coping (Disco Killerz Remix)"     |                 | 3:30    |  |
| 11.                  | "Coping (Eden Prince Remix)"       |                 | 3:10    |  |

## Desempenho nas Paradas
| Paradas (2018)                          | Melhor Posição |
| --------------------------------------- | -------------- |
| Bélgica (Ultratop Valônia)              | 189            |
| Países Baixos (Dutch Charts)            | 170            |
| Greek Albums (IFPI)                     | 70             |
| Escócia (Official Scottish Albums)      | 46             |
| Spanish Albums (PROMUSICAE)             | 71             |
| South African Albums (RISA)             | 6              |
| Reino Unido (Official Albums Chart)     | 33             |
| Reino Unido (UK R&B Albums Chart)       | 1              |
| Estados Unidos (Billboard 200)          | 22             |
| Estados Unidos (Top R&B/Hip Hop Albums) | 14             |